# Docalidia colombiensis
Docalidia colombiensis är en insektsart som beskrevs av Nielson 1979. Docalidia colombiensis ingår i släktet Docalidia och familjen dvärgstritar. Inga underarter finns listade i Catalogue of Life.